# Sobreposição quântica
A superposição quântica é um princípio fundamental da mecânica quântica que afirma que um sistema físico (como um elétron) existe simultaneamente em todos as formas/estados e posições teoricamente possíveis até ser medido (superposição de múltiplos estados simultaneamente). Porém quando medido ou observado, o sistema se mostra em um único estado. Uma descrição tradicional tenta explicar a superposição usado a analogia de uma moeda mostrando "cara" e "coroa" ao mesmo tempo (mistura quântica de cara e coroa), Este princípio é o contrário de decoerência quântica.
Enquanto as ondas no lago são formadas pelo movimento da água, as ondas quânticas é pura matemática, expressas como equações que mostram a probabilidade de um objeto existir em uma forma específica ou ter uma propriedade particular; como por exemplo, mostra a probabilidade de um elétron mover-se a uma velocidade específica ou está em um determinado local. Quando um elétron está em superposição, suas diferentes formas podem ser considerados como resultados separados, cada um com uma probabilidade particular de ser observado; assim um elétron estaria em uma superposição de duas velocidades diferentes, ou estaria em dois lugares ao mesmo tempo. A superposição pode ajudar no avanço da tecnologia quântica (computador quântico).
Tecnicamente, o princípio da superposição vem da adição de amplitudes de ondas por interferência, assim na mecânica quântica são os vetores de estado que são somados, ou a amplitude de funções de ondas. Isso ocorre quando um objeto simultaneamente "possui" dois ou mais valores para uma quantidade observável (exemplo: a posição ou a energia de uma partícula).
Um sistema quântico é formado por vetores de estado, onde um sistema que "parece ter dois estados" possui "infinitos estados possíveis", pois qualquer combinação linear dos vetores de estado é um estado físico do sistema. Mais especificamente, na mecânica quântica qualquer quantidade observável corresponde a um autovetor (auto estado) de um operador linear Hamiltoniano. A combinação linear de dois ou mais autovetores resulta em uma sobreposição de dois ou mais valores de uma quantidade observável. Se a "quantidade" é medida, o postulado (da mecânica quântica) que fala a respeito de projeção afirma que o estado será aleatoriamente colapsado em um dos valores da superposição (com probabilidade proporcional a amplitude do autovetor na combinação linear).
Uma questão que naturalmente aparece é: Por que objetos e eventos macroscópicos (que obedecem as leis newtonianas) não parecem mostrar propriedades da mecânica quântica (como a superposição). Em 1935, o físico austríaco Erwin Schrödinger descreveu um experimento já bem conhecido hoje como o gato de Schrödinger, que mostra as dissonâncias entre a mecânica quântica e a física newtoniana.
De fato, a sobreposição quântica resulta em vários efeitos diretamente observáveis, como os padrões de interferências das ondas em experimentos com luz.

O Gato de Schrödinger: mostra um gato, junto com um frasco contendo veneno, posto em uma caixa lacrada protegida contra incoerência quântica induzida pelo ambiente. Se um contador Geiger detectar radiação, o frasco é quebrado, liberando o veneno, que mata o gato. A mecânica quântica sugere que, depois de algum tempo, o gato estará simultaneamente vivo e morto. Mas, quando se olha para dentro da caixa, apenas se vê o gato ou vivo ou morto, não uma mistura de vivo e morto.

Atualmente, cientistas reproduziram o experimento do gato usando átomos e circuitos supercondutores. A empresa IBM produziu uma superposição envolvendo 120 qbits int, usando a forma GHZ (Greenberger-Horne-Zeilinger), onde um sistema quântico conseguiu criar e permanecer em estados complexos, isto prever o aumento de eficiência no computador quântico.
Em 2023, pesquisadores colocaram em estado de superposição um cristal com 10 quadrilhões de átomos, buscando entender até onde a mecânica quântica pode ser aplicada em objetos grandes.